# Spinnwebtheorem

Der Fall gedämpfter Schwankungen im Spinnwebtheorem: P=Preis, Q=Produktionsmenge (Quantity), S=Angebot (Supply), D=Nachfrage (Demand).

Der Fall konstanter Schwankungen (Legende siehe oben)

Der Fall explosiver Schwankungen (Legende siehe oben)

Das Spinnwebtheorem (auch Spinngewebe-Theorem, engl.: cobweb theorem) stellt einen Erklärungsansatz für den um das Marktgleichgewicht oszillierenden Marktpreis auf den Gütermärkten dar. Der Marktpreis oszilliert hierbei abhängig vom Verlauf der Angebots- und Nachfragekurven um das Marktgleichgewicht mit entweder zunehmender, konstanter oder abnehmender Amplitude. Die Preis- und Produktionsschwankungen sind also gedämpft, konstant oder explosiv.
Der Grund dafür liegt in zeitlichen Verzögerungen zwischen der Nachfrage und dem Angebot der Anbieter. Diese Verzögerungen führen zu Störungen der Preisfunktionen. Die Anbieter orientieren sich bei der Planung ihres Angebots an den Preisen der laufenden Periode. Das Angebot kommt jedoch erst zeitlich verzögert, etwa in der nächsten Periode, auf den Markt. Die Nachfrage hängt vom Preis der laufenden Periode ab. Ist in der Ausgangslage das Angebot niedrig, kommt es zur Konkurrenz unter den Nachfragern, es herrscht ein Verkäufermarkt: Nur solche Nachfrager kommen zum Zuge, die bereit oder fähig sind, einen hohen Preis zu bezahlen. Zu dem hohen Preis aber können jetzt auch Anbieter anbieten, die hohe Produktionskosten haben, und kommen zusätzlich auf den Markt. So entsteht ein hohes Angebot auf dem Markt, und es kommt zur Konkurrenz unter den Anbietern, denn die Nachfrager sind jetzt nur noch bereit, das Angebot zu kaufen, wenn es zu einem niedrigen Preis angeboten wird: Es herrscht ein Käufermarkt. Zu dem niedrigeren Preis sind kostenungünstige Angebote nicht mehr konkurrenzfähig. Anbieter müssen sich zurückziehen oder weichen auf andere Märkte aus, das Angebot geht also zurück. Damit ist die Ausgangslage wieder erreicht, und der Zyklus, in dem sich Verkäufer- und Käufermarkt abwechseln, beginnt von neuem.
Das Spinnwebtheorem wird als theoretische Erklärung für den Schweinezyklus diskutiert, allgemeiner für wirtschaftliche Schwankungen aller Art, etwa im Rahmen der Konjunkturtheorie. Die Dynamik kann mit Hilfe von Lotka-Volterra-Gleichungen abgebildet werden.
In der graphischen Darstellung ergibt sich eine spinnennetzartige Spirale, daher der Name.